# Contea di Morton (Dakota del Nord)
La contea di Morton (in inglese Morton County) è una contea del Dakota del Nord, negli USA. Il suo capoluogo amministrativo è Mandan.

## Geografia fisica
L'U.S. Census Bureau certifica che l'estensione della contea è di 5038 km², di cui lo 0.98% è costituito da acque interne.
Confina con le seguenti contee:
- Contea di Oliver - nord
- Contea di Burleigh - nord-est
- Contea di Emmons - est
- Contea di Sioux - sud-est
- Contea di Grant - sud
- Contea di Stark - ovest
- Contea di Mercer - nord-ovest

### Evoluzione demografica

Situazione demografica

## Città
- Almont
- Flasher
- Glen Ullin
- Hebron
- Mandan
- New Salem

## Strade principali
- Interstate 94
- North Dakota Highway 6
- North Dakota Highway 21
- North Dakota Highway 25
- North Dakota Highway 31
- North Dakota Highway 49